# Nelson Benítez
Pour les articles homonymes, voir Benitez.
Nelson Benítez né le 24 mai 1984 à (Córdoba, Argentine), est un footballeur argentin. Il joue actuellement au poste de latéral gauche dans le club portugais de Leixoes Sport Club en prêt du FC Porto.

## Biographie
Le joueur recruté lors de l'été 2008 par le FC Porto pour pallier le récurrent problème connu par le club au poste d'arrière gauche depuis le départ de Nuno Valente, il n'a pas réussi à s'imposer au sein de l'effectif du club portugais et a été avec son coéquipier Fredy Guarín l'un des joueurs les plus critiqués par les supporters lors de la saison 2008/2009.
Il part en prêt au Leixoes Sport Club en 2009. En octobre 2009, il est prêté jusqu'à la fin de la saison à San Lorenzo.

## Clubs
| Période       | Club                      | Pays      | Matchs | Buts |
| 2002          | CA Lanus                  | Argentine |        |      |
| 2003          | CA Lanus                  | Argentine |        |      |
| 2004          | CA Talleres (prêt)        | Argentine |        |      |
| 2005          | Gimnasia Jujuy (prêt)     | Argentine |        |      |
| 2006          | CA Lanus                  | Argentine |        |      |
| 2007          | CA Lanus                  | Argentine |        |      |
| 2008          | CA Lanus                  | Argentine | 17     | 1    |
| 2008-2009     | FC Porto                  | Portugal  | 5      | 0    |
| 2009-Oct.2009 | Leixoes Sport Club (prêt) | Portugal  | 0      | 0    |
| Oct.2009-     | San Lorenzo (prêt)        | Argentine | 0      | 0    |

## Statistiques
- 2 matchs de C1

## Palmarès
- Champion du Portugal en 2009 avec FC Porto.
- Coupe du Portugal en 2009 avec FC Porto.
- Champion d'Argentine en 2008 avec Lanus.